# Atlassian
Atlassian Corporation (/ətˈlæsiən/) är ett Australienskt-Amerikanskt mjukvaruföretag som utvecklar och säljer produkter för mjukvaruutvecklare, projektledare med flera. Företaget har sin hemvist i Delaware, USA, med amerikanskt huvudkontor i San Francisco. Det internationella huvudkontoret ligger i Sydney, Australien.
Det fjärde kvartalet 2022, rapporterade Atlassian att man hade 242 623 kunder i fler än 190 länder, och med fler än 10 miljoner aktiva användare per månad. I Mars 2024 hade företaget fler än 10 000 anställda, i 13 länder.